# Terrapin (amfibievoertuig)
De Terrapin "4-tons Amfibie" was een ongepantserd amfibisch transportvoertuig, geproduceerd in het Verenigd Koninkrijk, gedurende de Tweede Wereldoorlog. Het werd voor het eerst gebruikt in Antwerpen in 1944 om daarna zeer succesvol toegepast te worden tijdens de Slag om de Schelde en bij het oversteken van de grote rivieren in Nederland en België. Zowel Britse als Canadese eenheden maakten van het voertuig gebruik.

## Ontwikkeling
Als gevolg van een tekort aan Amerikaanse DUKWs gaf het Britse Ministerie van Bevoorrading in 1942 opdracht aan de firma Thornycroft om een amfibievoertuig te ontwerpen dat in staat was goederen en troepen te vervoeren tussen schip en kust. De volgende eisen werden aan het nieuw te ontwerpen voertuig gesteld: maximale snelheid op de weg tussen 32–40 km/h, idem in water 11–13 km/h, een laadvermogen van ten minste 5 ton, een bereik van 200 kilometer en het voertuig moest zonder hulp in en uit een landingsvaartuig kunnen rijden.
In februari 1943 werd een prototype aan het leger geleverd. Tijdens het testen kwamen vele gebreken aan het licht, maar toch werd een order geplaatst. In februari 1944 werden het eerste voertuig geleverd en Morris Commercial Cars produceerde in totaal zo'n 500 Terrapins van het "Type 1". Vanwege de gebreken werd in augustus 1943 al gestart met een verbeterde versie, "Type 2". Morris kreeg wederom het productiecontract voor 1600 exemplaren, maar de oorlog was ten einde voordat deze verbeterde versie in productie genomen kon worden.

## Terrapin Type 1

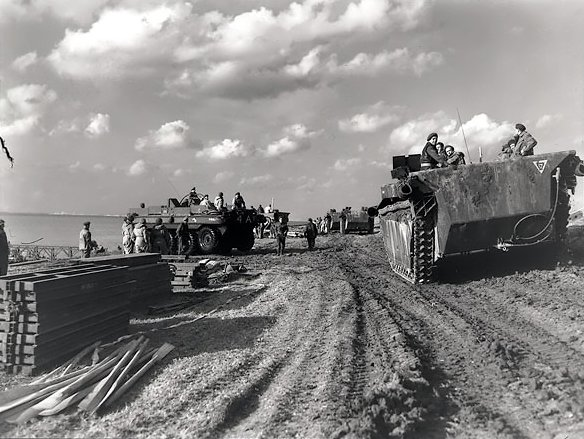
Aan de Scheldeoever passeert een colonne Alligators een Terrapin (Terneuzen, 13 oktober 1944)

De Terrapin was een hoog en open voertuig; hoog met name vanwege de maat van de banden. Er was geen vering en de banden moesten de schokken tijdens het rijden opvangen. Het voertuig had aandrijving op alle acht wielen. Er waren twee Ford V8 benzinemotoren elk met een cilinderinhoud van 3,6 liter en een vermogen van 85 pk. De motoren waren naast elkaar in het midden van het voertuig geplaatst. Elke motor dreef de wielen aan één zijde aan; als een van de motoren niet werkte was het voertuig bijna onbestuurbaar.
Op een vlakke ondergrond, zoals een weg, reed het voertuig op vier wielen. De voorste en achterste set wielen was dan van de grond. Deze wielen boden ondersteuning en extra grip wanneer men op een zachte ondergrond (bijvoorbeeld stranden en modderbanken) reed en bij het beklimmen van hellingen (zoals rivierdijken). Bij het varen werd het voertuig aangedreven door een tweetal schroeven aan de achterzijde. Deze hadden een diameter van 29 centimeter. Voor het sturen in het water was een roer aanwezig.
Het voertuig had een aantal gebreken:
- Bij de besturing werd gebruikgemaakt van hefbomen, wat het voertuig bij wild water moeilijk te besturen maakte;
- De besturingseenheid was in het midden van het voertuig, wat resulteerde in slecht uitzicht voor de bestuurder. Dit werd nog verergerd door een canvas scherm over het voorste laadruim. Daardoor was het noodzakelijk dat een ander lid van de bemanning achter de bestuurder stond om de richting aan te geven;[2]
- De 4-ton in de naam gaf aan dat het voertuig een lading van 4 Engelse ton kon vervoeren. De feitelijke maten van de lading werden echter beperkt door het feit dat de laadruimte in twee delen was gesplitst aangezien de motoren vanwege de stabiliteit in het midden van het voertuig waren geplaatst.

## Terrapin Type 2
Dit type was grotendeels gelijk aan het Type 1, maar had de besturing aan de voorzijde. Er was nu een bestuurderscabine en er was een grote laadruimte. Het was ook een aanzienlijk langer voertuig met een lengte van 31 voet (9,45 meter) tegen de 23 voet (7 meter) van Type 1.

## Gebruik
De Terrapin werden vanaf 1944 gebruikt door aanvalseenheden van de Royal Engineers. De Terrapins vervoerden Canadese en Britse infanterie-eenheden en vracht tijdens de Slag om de Schelde en over de rivieren in Nederland en België. Vanwege de vele gebreken zijn de meeste Terrapins na de Tweede Wereldoorlog niet meer ingezet. Veel exemplaren zijn in de Noordzee verdwenen. Ze werden gebruikt als tijdelijke barrière tijdens overstromingen die de Engelse oostkust teisterden in 1953.